# Strażnica KOP „Leonpol”

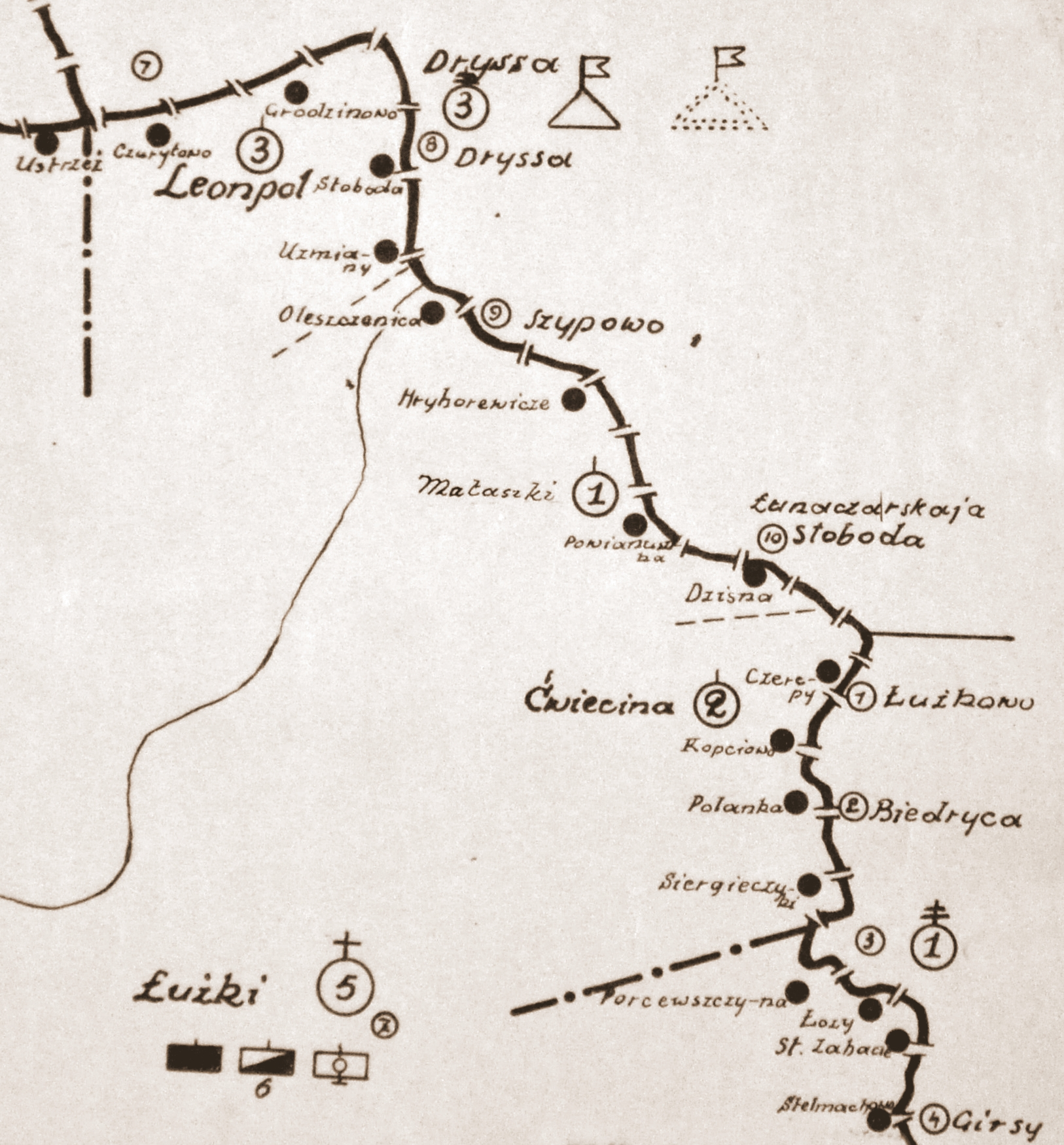
Batalion KOP „Łużki” w 1931

Strażnica KOP „Leonpol” – zasadnicza jednostka organizacyjna Korpusu Ochrony Pogranicza pełniąca służbę ochronną na granicy polsko-sowieckiej.

## Formowanie i zmiany organizacyjne
Strażnica sformowana została w 1934 w składzie 3 kompanii KOP „Leonpol”. W latach 1934–1939 strażnica znajdowała się w strukturze 3 kompanii KOP „Leonpol” batalionu KOP „Łużki” z pułku KOP „Głębokie”. Strażnica liczyła około 18 żołnierzy i rozmieszczona była przy linii granicznej z zadaniem bezpośredniej ochrony granicy państwowej.
Strażnica znajdowała się w miejscu postoju dowództwa kompanii.

## Służba graniczna
Podstawową jednostką taktyczną Korpusu Ochrony Pogranicza przeznaczoną do pełnienia służby ochronnej był batalion graniczny. Odcinek batalionu dzielił się na pododcinki kompanii, a te z kolei na pododcinki strażnic, które były „zasadniczymi jednostkami pełniącymi służbę ochronną”, w sile półplutonu. Służba ochronna pełniona była systemem zmiennym, polegającym na stałym patrolowaniu strefy nadgranicznej, wystawianiu posterunków alarmowych, obserwacyjnych i kontrolnych stałych, patrolowaniu i organizowaniu zasadzek w miejscach rozpoznanych jako niebezpieczne, kontrolowaniu dokumentów i zatrzymywaniu osób podejrzanych, a także utrzymywaniu ścisłej łączności między oddziałami i władzami administracyjnymi. Strażnice KOP stanowiły pierwszy rzut ugrupowania kordonowego Korpusu Ochrony Pogranicza.
Strażnica KOP „Leonpol” w 1938 ochraniała pododcinek granicy państwowej szerokości 11 kilometrów 200 metrów od słupa granicznego nr 11 do 29.
Sąsiednie strażnice:
- strażnica KOP „Czuryłowo” ⇔ strażnica KOP „Grudzinowo” – 1934[1]
- strażnica KOP „Czuryłowo” ⇔ strażnica KOP „Słoboda” – 1938[2]

## Walki w 1939
17 września strażnicę KOP „Leonpol” atakował sowiecki oddział w sile ok. 3 kompanii kpt. Faworskiego. Wspierał go pociąg pancerny nr 16. Obsada strażnicy, wspólnie z odwodem 3 kompanii KOP stawiła opór. Po krótkotrwałej walce, Polacy wycofali się do lasu majątku Leonpol. W starciu zginęło 3 żołnierzy polskich, w tym dowódca kompanii por. Witold Połoński. Według sowieckich źródeł, do 4:45 mieli oni wziąć do niewoli 1 oficera i 30 szeregowych, a potem liczba jeńców wzrosła do 59. Wydaje się ona liczbą znacznie zawyżoną. Być może „jeńcami” stali się także aresztowani cywile. Pozostali obrońcy Leonpola przeszli do Dołhinowa. Nie mogąc dotrzeć w rejon koncentracji baonu, wobec oskrzydlenia przez Sowietów, ostatecznie przekroczyli granicę łotewską.
Tak walki relacjonuje Julian Białowąs z Leonpola:

Napaść nastąpiła 17 września około 4 rano. Nasi KOP-owcy nie dali się zaskoczyć. Przywitali bolszewików ogniem, ale walka była nierówna. Bolszewików były setki, a z naszej strony kilka dwuosobowych patroli oraz slaby odwód kompanii i nieliczna załoga strażnicy. Strażnica KOP-u położona w odległości 200 metrów od Dźwiny opustoszała. Punkty ogniowe nad brzegiem Dźwiny bolszewicy przykryli ogniem z granatników. (...) Zginął ranny w obie nogi erkaemista, który zacisnąwszy je paskiem od spodni bronił się do wyczerpania amunicji. Miody porucznik tylko w koszuli biegł z kwatery prywatnej do budynku kompanii. Prawie u celu został osaczony przez napastników. Zabił trzech, ale sam został zakłuty bagnetami. Bolszewicy twierdzili, że zabił ich komandira. Zginął też krawiec kompanijny. W czasie strzelaniny przed budynkiem wyskoczył przez okno wprost pod lufę czerwonoarmisty.